# Midway City (California)
Midway City è un census-designated place (CDP) degli Stati Uniti d'America situato in California, nella contea di Orange.